# Jeff Capel
Pour les articles homonymes, voir Capel.
Jeff Capel, né le 12 février 1975 à Fayetteville aux États-Unis, est un entraineur américain de basket-ball. Également ancien joueur de basket-ball professionnel. Il mesure 1,93 m.

## Carrière de joueur

### Université
- 1993 - 1997 :  Blue Devils de Duke (NCAA 1)

### Clubs
- 1997 - 1998 :  Hoops de Grand Rapids (CBA)
- 1998 - 1999 :
- 1999 - 2000 :  Hoops de Grand Rapids (CBA)

puis  Chalon-sur-Saône (Pro A)

## Carrière d’entraîneur

### Entraîneur assistant
- 2000 - 2001 :  Monarchs d'Old Dominion (NCAA 1)
- 2001 - 2002 :  Rams de Virginia Commonwealth University (NCAA 1)
- depuis 2011 :  Blue Devils de Duke (NCAA 1)

### Entraîneur
- 2002 - 2006 :  Rams de Virginia Commonwealth University (NCAA 1)
- 2006 - ???? :  Sooners de l'Oklahoma (NCAA 1)

## Palmarès
- CAA Tournament Championship (2004)
- CAA Regular Season Championship (2004)

## Sources
- Maxi-Basket
- Le journal de Saône-et-Loire